# Laticlavio
Nella Roma antica, il laticlavio era una striscia di porpora che veniva portata sulla spalla, fissata su una tunica bianca, e che cadeva avanti e dietro in senso verticale per la lunghezza della tunica stessa. 

## Etimologia
Il nome deriva dal latino latus (largo) e clavium (letteralmente "chiodo", ma indicante anche i vari tipi di ornamento che venivano appuntati, ovvero fissati sugli abiti). Quindi significa letteralmente ornamento  largo. Il laticlavio (la striscia più larga) era riservata inizialmente ai senatori. Invece, i personaggi di ordine inferiore (i cavalieri) avevano diritto a portare sulla tunica solo una striscia di porpora più stretta, ovvero l'angusticlavio.
Successivamente l'usanza di portare il laticlavio si estese anche a vari altri dignitari di alto rango, e addirittura ai membri delle loro famiglie, che incominciarono a indossare tale ornamento come segno di riconoscimento e distinzione.
Nel lessico moderno, con laticlavio si intende, per sineddoche, la carica di senatore.